# 1974 Голяма награда на Италия
1974 Голяма награда на Италия е 25-о за Голямата награда на Италия и тринадесети кръг от сезон 1974 във Формула 1, провежда се на 8 септември 1974 година на пистата Монца близо до град Монца, Италия.

## Репортаж
За разлика от предишните сезони, този път нямаше нови отбори които да дебютират в Монца. Все още обаче имаше промени в стартовия списък. БРМ отново се върнаха с трима пилоти като на Франсоа Миго му е дадена възможността да кара P201, заедно със съотборниците си Анри Пескароло и Жан-Пиер Белтоаз. В Съртис, Жозе Долем се върна на мястото на Жан-Пиер Жабуй, за да си партнира с Дерек Бел. Хескет решиха да участват само с Джеймс Хънт, след експеримента си в Австрия, докато поддръжниците на Иън Ашли наеха Брабам BT42, използван от Джон Уотсън по-рано през сезона, оставяйки Токен без пилот, както и с парите да продължат. Самият Уотсън му е дадена възможността да кара BT44, редом със заводските пилоти за отбора на Голди Хексагон. Крис Еймън отново се върна в колоната, докато италианския спортен състезател, Карло Факети му е връчено място в отбора на Скудерия Финото. Плановете Маки да участват с две коли за австралиеца Дейв Уокър и японеца Шо Хаяами пропаднаха.

### Квалификация
Въпреки спорните шикани поставени на трасето преди две години, пилотите постигнаха бързи времена, като отново Ники Лауда е пред Брабам-ите на Карлос Ройтеман, Карлос Паче и Джон Уотсън. Клей Регацони и Емерсон Фитипалди останаха на трета редица, пред Рони Петерсон (Лотус взе две 76 и един 72 за резервен болид, но шведа предпочете последния), Хънт, Жан-Пиер Жарие и Патрик Депайе. От тези които не взема място за състезанието Долем е поставен като първа резерва.

### Състезание
Трасето както винаги е запълнено от ентусиасти на Ферари, за да подкрепят пилотите си. Това подсили Лауда да задържи водачеството си, въпреки сериозното превъртане на гумите още на старта. Австриецът обаче отвори разлика в първата обиколка пред Ройтеман, Паче, Уотсън (със резервния заводски болид, след като унищожи болида на Голди Хексагон в последната сесия), Регацони, Петерсон, Фитипалди, Хънт, Виторио Брамбила, Депайе, Джоди Шектър, Джаки Икс и Жарие. БРМ отново имаха труден уикенд – Белтоаз спря няколко метра, след старта с гръмнал двигател, докато Миго се прибра в бокса в края на първата обиколка със счупена полуоска.
Уотсън е изпреварен от Регацони и Петерсон, след като спирачките бяха грешно балансирани, докато две обиколки по-късно Хънт и последния БРМ на Пескароло също напуснаха надпреварата с проблеми в двигателите. Регацони изпревари Паче във втората обиколка, след като бразилеца имаше проблеми с една от задните гуми. Швейцарецът мина и пред Ройтеман в петата обиколка, за да постави Ферари-тата на първо и на второ място. Том Прайс влезе в бокса поради износена предна гума, докато спирачките на Уотсън отново му изиграха лоша шега и северно-ирландеца остана в края на колоната, след като се върна на трасето.
Това остави Лауда пред Регацони с голяма преднина, който е преследван от Ройтеман. Петерсон се намира на комфортната четвърта позиция пред Фитипалди, докато Брамбила се движеше шести пред Паче, Шектър, Депайе, Икс, Жарие, Ролф Щомелен и Тим Шенкен в една група. Ханс-Йоахим Щук водеше следващата група с пилотите на Исо Марлборо, Артуро Мерцарио и Жак Лафит плюс Дени Хълм. Греъм Хил и Дейвид Хобс са на няколко секунди назад, докато Уотсън и Прайс се опитват на минимализират загубите.
В края на 12-а обиколка Лауда и Регацони контролираха състезанието, докато Ройтеман отпадна с повреда по скоростната кутия, която е причината да усети силни вибрации, докато Щук имаше същите оплаквания към механиците на Марч, но голяма роля играе голяма дупка върху монокока. Скоростната кутия на Троян-а на Шенкен също го предаде, след като се движеше 12-и, докато Брамбила изхвърли сигурната пета позиция, след като загуби контрол след първия шикан и право към мантинелите, но обра овациите на феновете за изпълнението. Икс загуби много време при оправяне на дросела, докато Депайе направи същата грешка, която направи Брамбила, но за разлика от италианеца, Патрик влезе в бокса за смяна на нова гума, а преди това Жарие и Лафит отпаднаха с повреди по Косуърт-ите, както и окачването на Щомелен. Паче влезе в бокса за смяна на гума, но механиците на Брабам разкриха проблем в задния анти-рол бар, и без да оправят проблема, те го върнаха на трасето в опит да завърши състезанието.
До средата на състезанието всичко изглеждаше че Ферари са на път към още една победа, но в 28-ата обиколка пушек излезе от болида на Лауда и две обиколки по-късно австриеца намали чувствително скоростта, която даде шанс на Регацони да го изпревари. След още две обиколки австриеца се прибра в бокса, с повреден двигател, както и края на шансовете му за титлата. Регацони вече водеше пред Петерсон с 12 секунди, като Лотус-а на шведа вече е под атаките на Макларън-а на Фитипалди, но след още 10 обиколки и болида на Регацони също имаше проблем в двигателя. Бразилецът усещайки проблема на съперника си, изпревари Лотус-а преди да направи грешен ход към шикана и Петерсон си върна позицията. В 40-а обиколка тази битка стана за първата позиция, след като Регацони спря болида си на завоя Лесмо. Вълнението за тази битка, скоро утихна след като Фитипалди, осъзнавайки че ще загуби точки ако рискува отново, реши да запази позицията.
Така Петерсон взе третата си победа за сезона и трета зад волана на Лотус 72 с осем десети пред Фитипалди, който спечели важни точки, за да запази интригата в шампионата. Шектър направи възможното, за да финишира трети, запазвайки себе си в битката за титлата. Отпаданията позволиха на Мерцарио да запише най-добрия си резултат за сезона с четвърто място, докато Паче успя за завърши пети, след проблемите които имаше в по-ранния етап от надпреварата. Последната точка е за Хълм, а Уотсън, Хил, Хобс, Прайс и Депайе бяха останалите пилоти, които финишираха.

## Класиране
| Поз | No | Пилот             | Конструктор      | Оби. | Време/Отпадане | Място | Точки |
| --- | -- | ----------------- | ---------------- | ---- | -------------- | ----- | ----- |
| 1   | 1  | Рони Петерсон     | Лотус-Форд       | 52   | 1:22:56.6      | 7     | 9     |
| 2   | 5  | Емерсон Фитипалди | Макларън-Форд    | 52   | + 0.8          | 6     | 6     |
| 3   | 3  | Джоди Шектър      | Тирел-Форд       | 52   | + 24.7         | 12    | 4     |
| 4   | 20 | Артуро Мерцарио   | Исо Малборо-Форд | 52   | + 1:27.7       | 15    | 3     |
| 5   | 8  | Карлос Паче       | Брабам-Форд      | 51   | + 1 Об.        | 3     | 2     |
| 6   | 6  | Дени Хълм         | Макларън-Форд    | 51   | + 1 Об.        | 19    | 1     |
| 7   | 28 | Джон Уотсън       | Брабам-Форд      | 51   | + 1 Об.        | 4     |       |
| 8   | 26 | Греъм Хил         | Лола-Форд        | 51   | + 1 Об.        | 21    |       |
| 9   | 33 | Дейвид Хобс       | Макларън-Форд    | 51   | + 1 Об.        | 23    |       |
| 10  | 16 | Том Прайс         | Шедоу-Форд       | 50   | + 2 Об.        | 22    |       |
| 11  | 4  | Патрик Депайе     | Тирел-Форд       | 50   | + 2 Об.        | 10    |       |
| Отп | 11 | Клей Регацони     | Ферари           | 40   | Двигател       | 5     |       |
| Отп | 12 | Ники Лауда        | Ферари           | 32   | Двигател       | 1     |       |
| Отп | 2  | Джаки Икс         | Лотус-Форд       | 30   | Дросел         | 16    |       |
| Отп | 27 | Ролф Щомелен      | Лола-Форд        | 25   | Окачване       | 14    |       |
| Отп | 21 | Жак Лафит         | Исо Малборо-Форд | 22   | Двигател       | 17    |       |
| Отп | 17 | Жан-Пиер Жарие    | Шедоу-Форд       | 19   | Двигател       | 9     |       |
| Отп | 10 | Виторио Брамбила  | Марч-Форд        | 16   | Инцидент       | 13    |       |
| Отп | 29 | Тим Шенкен        | Троян-Форд       | 15   | Ск.кутия       | 20    |       |
| Отп | 7  | Карлос Ройтеман   | Брабам-Форд      | 12   | Ск.кутия       | 2     |       |
| Отп | 9  | Ханс-Йоахим Щук   | Марч-Форд        | 11   | Шаси           | 18    |       |
| Отп | 15 | Анри Пескароло    | БРМ              | 3    | Двигател       | 25    |       |
| Отп | 24 | Джеймс Хънт       | Хескет-Форд      | 2    | Двигател       | 8     |       |
| Отп | 37 | Франсоа Миго      | БРМ              | 1    | Ск.кутия       | 24    |       |
| Отп | 14 | Жан-Пиер Белтоаз  | БРМ              | 0    | Електро        | 11    |       |
| НКв | 19 | Жозе Долем        | Съртис-Форд      |      |                |       |       |
| НКв | 31 | Карло Факети      | Брабам-Форд      |      |                |       |       |
| НКв | 18 | Дерек Бел         | Съртис-Форд      |      |                |       |       |
| НКв | 25 | Майк Уайлдс       | Инсайн-Форд      |      |                |       |       |
| НКв | 30 | Крис Еймън        | Еймън-Форд       |      |                |       |       |
| НКв | 23 | Лео Кинунен       | Съртис-Форд      |      |                |       |       |

## Класиране след състезанието
| Поз | Пилот             | Точки |
| --- | ----------------- | ----- |
| 1   | Клей Регацони     | 46    |
| 2   | Джоди Шектър      | 45    |
| 3   | Емерсон Фитипалди | 43    |
| 4   | Ники Лауда        | 38    |
| 5   | Рони Петерсон     | 31    |
| 6   | Карлос Ройтеман   | 23    |
| 7   | Дени Хълм         | 19    |
| 8   | Майк Хейлууд      | 12    |

| Поз | Конструктор   | Точки   |
| --- | ------------- | ------- |
| 1   | Макларън-Форд | 61 (63) |
| 2   | Ферари        | 59      |
| 3   | Тирел-Форд    | 49      |
| 4   | Лотус-Форд    | 38      |
| 5   | Брабам-Форд   | 26      |
| 6   | БРМ           | 10      |
| 7   | Хескет-Форд   | 8       |
| 8   | Шадоу-Форд    | 7       |